# Yenicami Ağdelen Kulübü
El Yenicami Ağdelen Kulübü és un club de futbol turc-xipriota de la ciutat de Nicòsia. Va ser fundat el 1951 i el seu sobrenom és àliga (Kartal).

## Palmarès
- Lliga turco-xipriota de futbol:[2]
  - 1970–71, 1972–73, 1973–74, 1975–76, 1983–84, 2013–14, 2014–15, 2016–17
- Copa turco-xipriota de futbol:[3]
  - 1962, 1973, 1974, 1989, 2003, 2013, 2015, 2020